# 科爾克帕塔區
科爾克帕塔區（西班牙語：Distrito de Colquepata），是秘魯的一個區，位於該國南部庫斯科大區的保卡坦博省，始建於1857年1月2日，面積467.68平方公里，海拔高度3,679米，2005年人口10,086，人口密度每平方公里22人。